# Serie 240-2081 a 2200 de Renfe
La serie 240-2081 a 2200 de RENFE fue un conjunto de locomotoras de vapor procedentes de la serie 1100 de la Compañía de los Ferrocarriles de Madrid a Zaragoza y Alicante (MZA) e incorporadas a RENFE en 1941.
En 1942 se encontraban en servicio noventa y cuatro máquinas de la serie, repartidas entre Alcázar de San Juan, Alicante, Ciudad Real, Córdoba, Mérida, Murcia, Sevilla y Madrid-Delicias. 
Al fin de los años 1940, algunas fueron trasladadas a Valencia. Fueron progresivamente apartadas al iniciarse los años 1960. Algunas se llevaron al depósito de Mora la Nueva, otras a Huelva. Veintiocho máquinas serían desguazaron en 1964, veintiséis lo serían en 1965, cuarenta y cinco más en 1966, y once en 1967. Las últimas máquinas en servicio, 240-2162, 2167, 2173, 2190, 2193, 2198, 2199 y 2200, fueron dadas de baja en 1968. 
La 240-2081 terminó su vida activa en Sevilla y fue preservada para el Museo del Ferrocarril. Permaneció apartada en la rotonda del desaparecido Depósito de San Jerónimo, conjuntamente con la 040-2073 y la 141-2002, hasta su demolición en 1991 con motivo de las obras de la Expo '92, momento en que fue traslada in-extremis a la estación de San Jerónimo y posteriormente, ante el desmantelamiento de esta, a la estación de mercancías de Majarabique. Tras permanecer más de diez años en esta ubicación fue remolcada, no sin dificultad, a la estación de Villanueva del Río Minas en la línea Mérida-Los Rosales, donde ha permanecido en condiciones de total ruina y abandono, sin embargo, muy recientemente el ayuntamiento de Villanueva del Río y Minas con el apoyo y asesoramiento del Museo del Ferrocarril de Madrid ha llevado a cabo trabajos para una recuperación estética de la locomotora.